# 포이라즈 카라옐
《포이라즈 카라옐》(튀르키예어: Poyraz Karayel)는 2015년 방영된 터키의 텔레비전 드라마이다.